# Bob Pettit
Pour les articles homonymes, voir Pettit.
Robert E. Lee Pettit dit Bob Pettit, né le 12 décembre 1932 à Bâton-Rouge, en Louisiane, est un ancien joueur de basket-ball américain. Il joue onze saisons en National Basketball Association, dont l'intégralité pour l'équipe des Hawks de Milwaukee, devenus Hawks de Saint-Louis en 1955. Il est considéré comme l'un des meilleurs joueurs des années 1950 avec George Mikan et est le premier à recevoir le trophée de meilleur joueur tout juste créé en 1956, récompense qu'il gagnera une seconde fois en 1959.

## Biographie
Bob Pettit grandit à Bâton-Rouge en Louisiane et remporte le championnat de l'État avec son lycée, la Baton Rouge Magnet High School (en), le premier depuis plus de vingt ans.

### Carrière universitaire

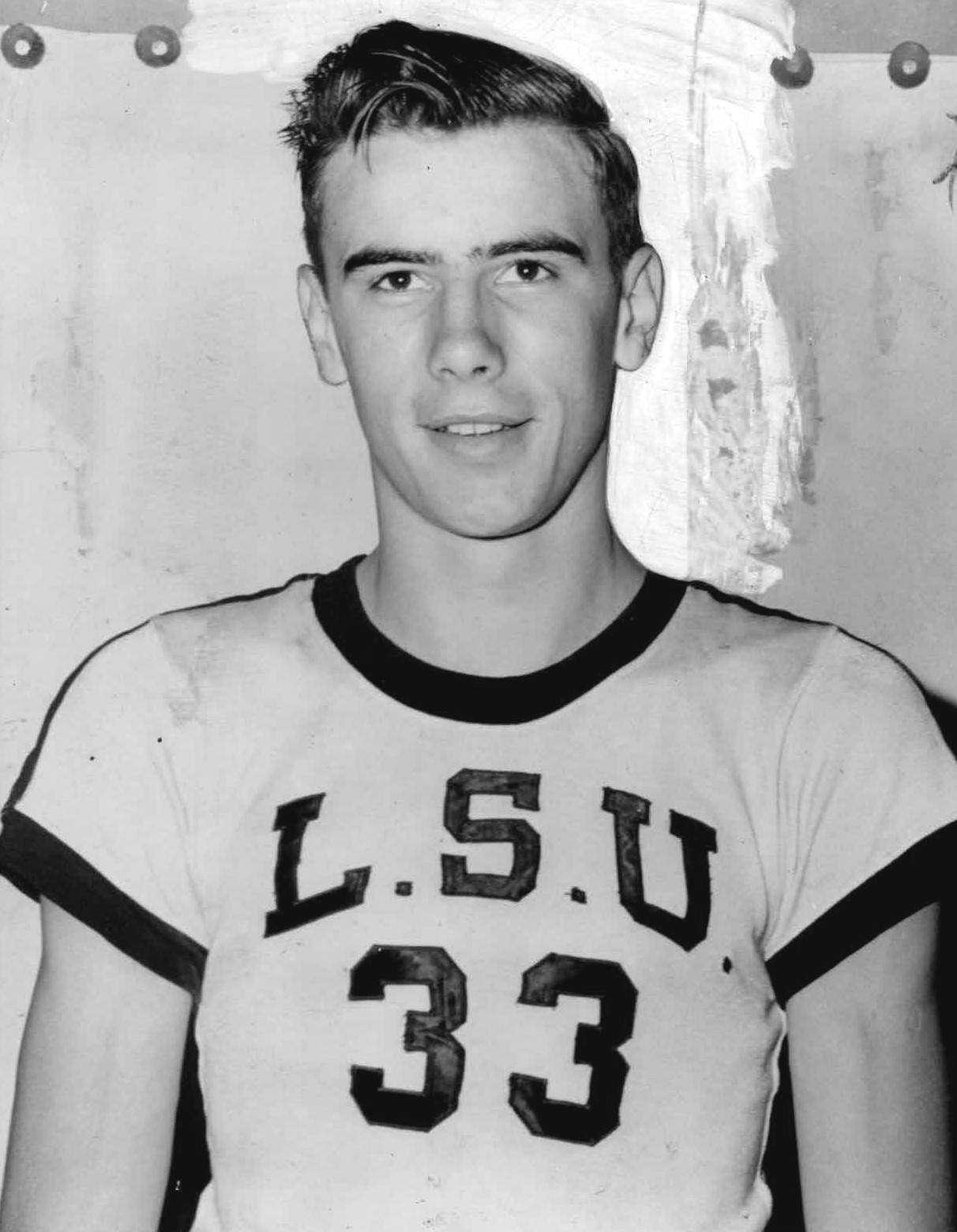
Bob Pettit en 1951.

À la fin de son cursus, il reçoit des offres de quatorze universités et choisit l'Université d'État de Louisiane (LSU). En tant que membre des Tigers de LSU, il est chaque année meilleur marqueur de la Southeastern Conference avec 27,8 points de moyenne et est nommé trois fois parmi les meilleurs joueurs de celle-ci, ainsi que deux fois dans l'équipe All-America.
Lors de sa première année, il mène son équipe à un bilan de 17 victoires et 7 défaites, figure au troisième rang des marqueurs du pays avec 25,6 points de moyenne et est nommé dans l'équipe-type de sa conférence.
Durant sa deuxième année, son équipe atteint un bilan de 23 victoires pour une seule défaite, devient championne de sa conférence pour la première fois depuis 1935 et dispute pour la première fois le Final Four du tournoi NCAA. À titre personnel il est honoré par une sélection dans la meilleure équipe de sa conférence ainsi que du pays, avec des statistiques de 24,7 points et 12,5 rebonds.
Pour sa troisième et dernière année, il devient à nouveau champion de sa conférence et est de nouveau honoré par une sélection dans la meilleure équipe de sa conférence et du pays, avec des statistiques de 31,4 points et 17,3 rebonds. Il est le deuxième joueur après Frank Selvy à inscrire plus de 30 points durant une saison universitaire ; une performance à 60 points face à Louisiana College constitue un record de la conférence qui ne sera battu que par Pete Maravich 15 ans plus tard.
À sa sortie de l'université en 1954, il est le premier joueur des Tigers de LSU tous sports confondus à avoir son numéro retiré (le 50) et est élu dans la foulée au Louisiana State University Athletic Hall of Fame (en). Seul Shaquille O'Neal accomplit pareille performance, en 2000.

### Carrière NBA
En 1954, les Hawks de Milwaukee sélectionnent Pettit en deuxième position lors de la draft 1954 de la NBA, après la sélection de Frank Selvy par les Bullets de Baltimore. Il signe un contrat avec le propriétaire de la franchise, Ben Kerner, pour 11 000 dollars, un record historique pour un rookie à l'époque. Il obtient le titre de Rookie of the Year (débutant de l'année) en 1955, avec des moyennes de 20,4 points et 13,8 rebonds par match. Il devient le deuxième rookie à remporter les honneurs de la All-NBA Team, mais l’équipe termine dernière dans la division Ouest. À l'issue de la saison, les Hawks déménagent à Saint-Louis.

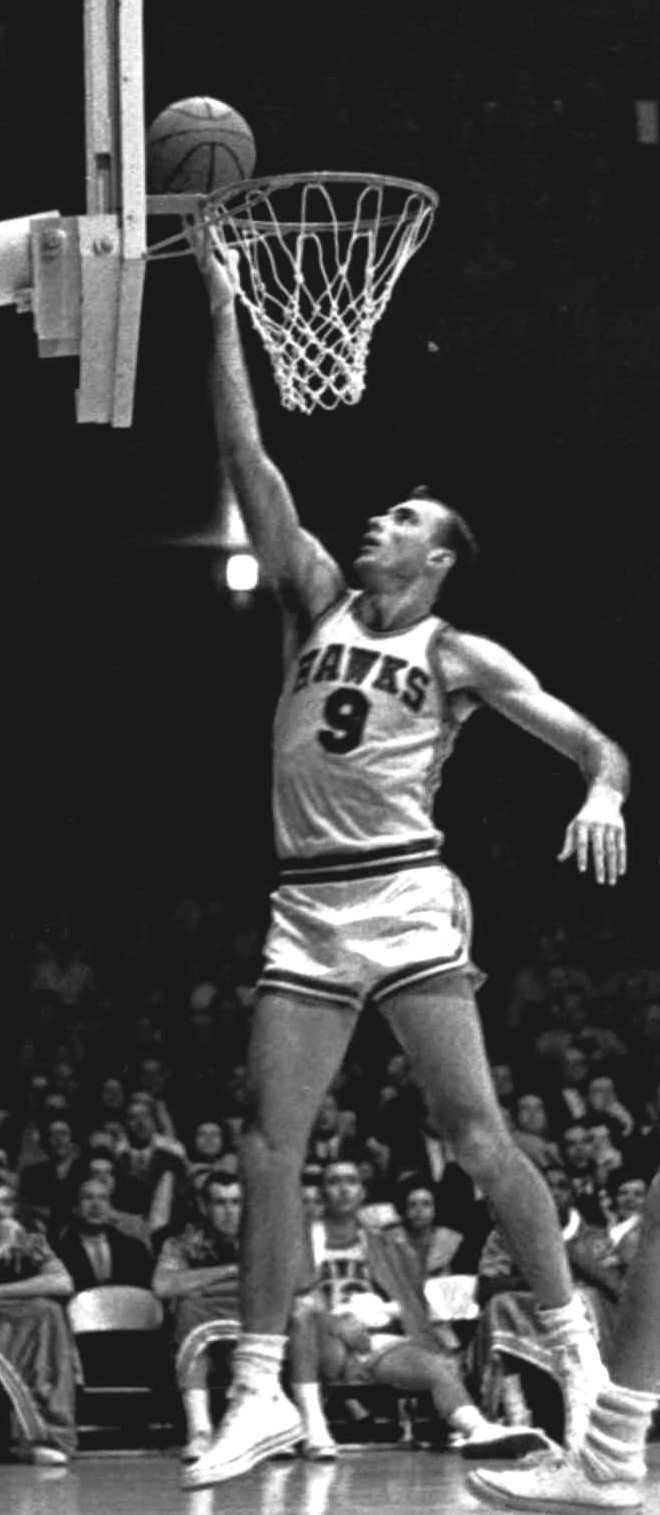

Pettit remporte son premier titre de MVP de la saison régulière, en 1956, avec des moyennes de 25,7 points et 16,2 rebonds par match. Il est également nommé MVP du NBA All-Star Game 1956 après avoir inscrit 20 points, avec 24 rebonds et 7 passes décisives ; il remporta ce même titre en 1958, 1959 et 1962.
À l'aube de la saison 1956-1957, les Hawks acquièrent Ed Macauley et le rookie Cliff Hagan des Celtics de Boston pour les droits de Bill Russell. Bien que l'équipe affiche un bilan de 34-38 sur cette saison, les Hawks éliminent les Pistons de Fort Wayne au premier tour et les Lakers de Minneapolis, pour accéder aux premières Finales NBA de Pettit. Dans le match 1 des Finales 1957 au Boston Garden, Pettit inscrit 37 points dans une défaite en double prolongation. Lors du troisième match de la série, il enregistre 39 points et capte 19 rebonds en 56 minutes, insuffisants pour gagner en double prolongation. Pettit obtient en moyenne 29,8 points et 16,8 rebonds par match lors de sa campagne de playoffs 1957.
Un record de franchise de 41 victoires et un titre de division permettent aux Hawks de faire face aux Celtics, à nouveau, en Finales NBA 1958. Pettit mène les Hawks à leur premier titre NBA avec un record de 50 points inscrits dans le match 6 de la série. Pour cette saison, Pettit inscrit 24,6 points et capte 17,4 rebonds par match, et remporte le titre de MVP du All-Star Game 1958 avec une performance de 28 points et 26 rebonds.

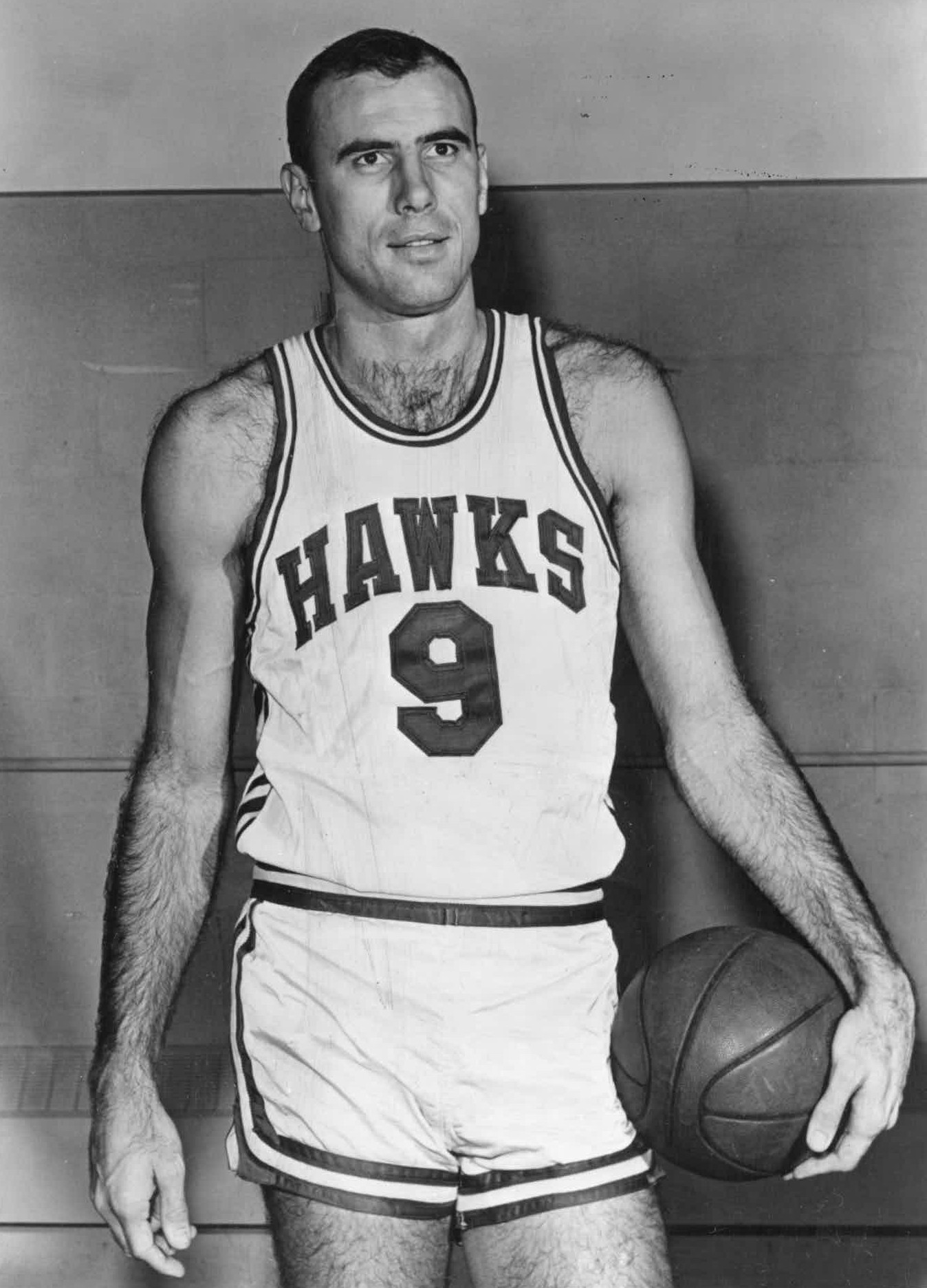
Bob Pettit en 1961.

Saint-Louis termine au sommet de la division Ouest au cours des trois saisons suivantes. Petit enregistre une moyenne de 29,2 points par match au cours de la saison 1958-1959, à l'époque un record NBA, et est nommé pour la seconde fois MVP de la saison régulière.
Au cours de la saison 1960-1961, Pettit marque 27,9 points et capte 20,3 rebonds par match, ce qui fait de lui l’un des cinq joueurs à franchir la barrière des 20 rebonds. Lui, avec Wilt Chamberlain et Jerry Lucas, sont les trois seuls joueurs qui ont en moyenne plus de 20 points et 20 rebonds dans une saison NBA. Le 18 février 1961, Pettit inscrit 57 points, son record en carrière, et enregistre 28 rebonds dans une victoire sur les Pistons de Détroit.
La saison suivante, il marque en moyenne 31,1 points par match, mais les Hawks se classent à la quatrième place. Après avoir manqué 30 matchs en raison de blessures, Pettit met un terme à sa carrière en 1965. Il est le premier joueur à atteindre les 20 000 points en carrière, après 792 matchs. Il est, avec Kobe Bryant depuis 2011, le joueur qui a remporté le plus grand nombre de titre de MVP All-Star Game avec quatre titres et le seul avec George Mikan et Russell Westbrook à en avoir remporté deux consécutivement.
En 1970, il est intronisé au Hall of Fame et il est nommé parmi les 50 meilleurs joueurs de l’histoire de la NBA en 1996.

## Statistiques

### Universitaires
Le tableau suivant présente les statistiques individuelles de Bob Pettit pendant sa carrière universitaire.
| Saison    | Équipe | Matchs | PTS   | PPM  | PR  | PT    | %PR    | LfR | LfT | %Lf    | REB   | RPM  |
| --------- | ------ | ------ | ----- | ---- | --- | ----- | ------ | --- | --- | ------ | ----- | ---- |
| 1951-1952 | LSU    | 23     | 589   | 25,6 | 237 | 549   | 43,2 % | 115 | 192 | 59,9 % | 315   | 13,7 |
| 1952-1953 | LSU    | 21     | 519   | 24,7 | 193 | 394   | 49,0 % | 133 | 215 | 61,9 % | 263   | 12,5 |
| 1953-1954 | LSU    | 25     | 785   | 31,4 | 281 | 573   | 49,0 % | 223 | 308 | 72,4 % | 432   | 17,3 |
| Total     | Total  | 69     | 1 893 | 27,4 | 711 | 1 516 | 46,9 % | 471 | 715 | 65,9 % | 1 010 | 14,6 |

### NBA
| Champion NBA | MVP de la saison | Recrue/rookie de la saison | Meilleur joueur de cette catégorie statistique de la saison |

gras = ses meilleures performances

#### Saison régulière
Le tableau suivant présente les statistiques individuelles de Bob Pettit pendant sa carrière en NBA.
| Saison    | Équipe      | Matchs | Min./m. | %PR  | %Lf  | RPM  | APM | PPM  |
| --------- | ----------- | ------ | ------- | ---- | ---- | ---- | --- | ---- |
| 1954-1955 | Milwaukee   | 72     | 36,9    | 40,7 | 75,1 | 13,8 | 3,2 | 20,4 |
| 1955-1956 | Saint-Louis | 72     | 38,8    | 42,9 | 73,6 | 16,2 | 2,6 | 25,7 |
| 1956-1957 | Saint-Louis | 71     | 35,1    | 41,5 | 77,3 | 14,6 | 1,9 | 24,7 |
| 1957-1958 | Saint-Louis | 70     | 36,1    | 41,0 | 74,9 | 17,4 | 2,2 | 24,6 |
| 1958-1959 | Saint-Louis | 72     | 39,9    | 43,8 | 75,9 | 16,4 | 3,1 | 29,2 |
| 1959-1960 | Saint-Louis | 72     | 40,2    | 43,8 | 75,3 | 17,0 | 3,6 | 26,1 |
| 1960-1961 | Saint-Louis | 76     | 39,8    | 44,7 | 72,4 | 20,3 | 3,4 | 27,9 |
| 1961-1962 | Saint-Louis | 78     | 42,1    | 45,0 | 77,1 | 18,7 | 3,7 | 31,1 |
| 1962-1963 | Saint-Louis | 79     | 39,1    | 44,6 | 77,4 | 15,1 | 3,1 | 28,4 |
| 1963-1964 | Saint-Louis | 80     | 41,2    | 46,3 | 78,9 | 15,3 | 3,2 | 27,4 |
| 1964-1965 | Saint-Louis | 50     | 35,1    | 42,9 | 82,0 | 12,4 | 2,6 | 22,5 |
| Total     | Total       | 792    | 38,8    | 43,6 | 76,1 | 16,2 | 3,0 | 26,4 |

#### Playoffs
Le tableau suivant présente les statistiques individuelles de Bob Pettit pendant les playoffs NBA.
| Année | Équipe      | Matchs | Min./m. | %PR  | %Lf  | RPM  | APM | PPM  |
| ----- | ----------- | ------ | ------- | ---- | ---- | ---- | --- | ---- |
| 1956  | Saint-Louis | 8      | 34,3    | 36,7 | 84,3 | 10,5 | 2,3 | 19,1 |
| 1957  | Saint-Louis | 10     | 43,0    | 41,4 | 76,7 | 16,8 | 2,5 | 29,8 |
| 1958  | Saint-Louis | 11     | 39,1    | 39,1 | 72,9 | 16,5 | 1,8 | 24,2 |
| 1959  | Saint-Louis | 6      | 42,8    | 42,3 | 78,5 | 12,5 | 2,3 | 27,8 |
| 1960  | Saint-Louis | 14     | 41,1    | 44,2 | 75,4 | 15,8 | 3,7 | 26,1 |
| 1961  | Saint-Louis | 12     | 43,8    | 41,2 | 75,7 | 17,6 | 3,2 | 28,6 |
| 1963  | Saint-Louis | 11     | 42,1    | 45,9 | 77,8 | 15,1 | 3,0 | 31,8 |
| 1964  | Saint-Louis | 12     | 41,2    | 41,2 | 83,5 | 14,5 | 2,8 | 21,0 |
| 1965  | Saint-Louis | 4      | 23,8    | 36,6 | 80,0 | 6,0  | 2,0 | 11,5 |
| Total | Total       | 88     | 40,3    | 41,8 | 77,4 | 14,8 | 2,7 | 25,5 |

## Palmarès
- Champion NBA en 1958.

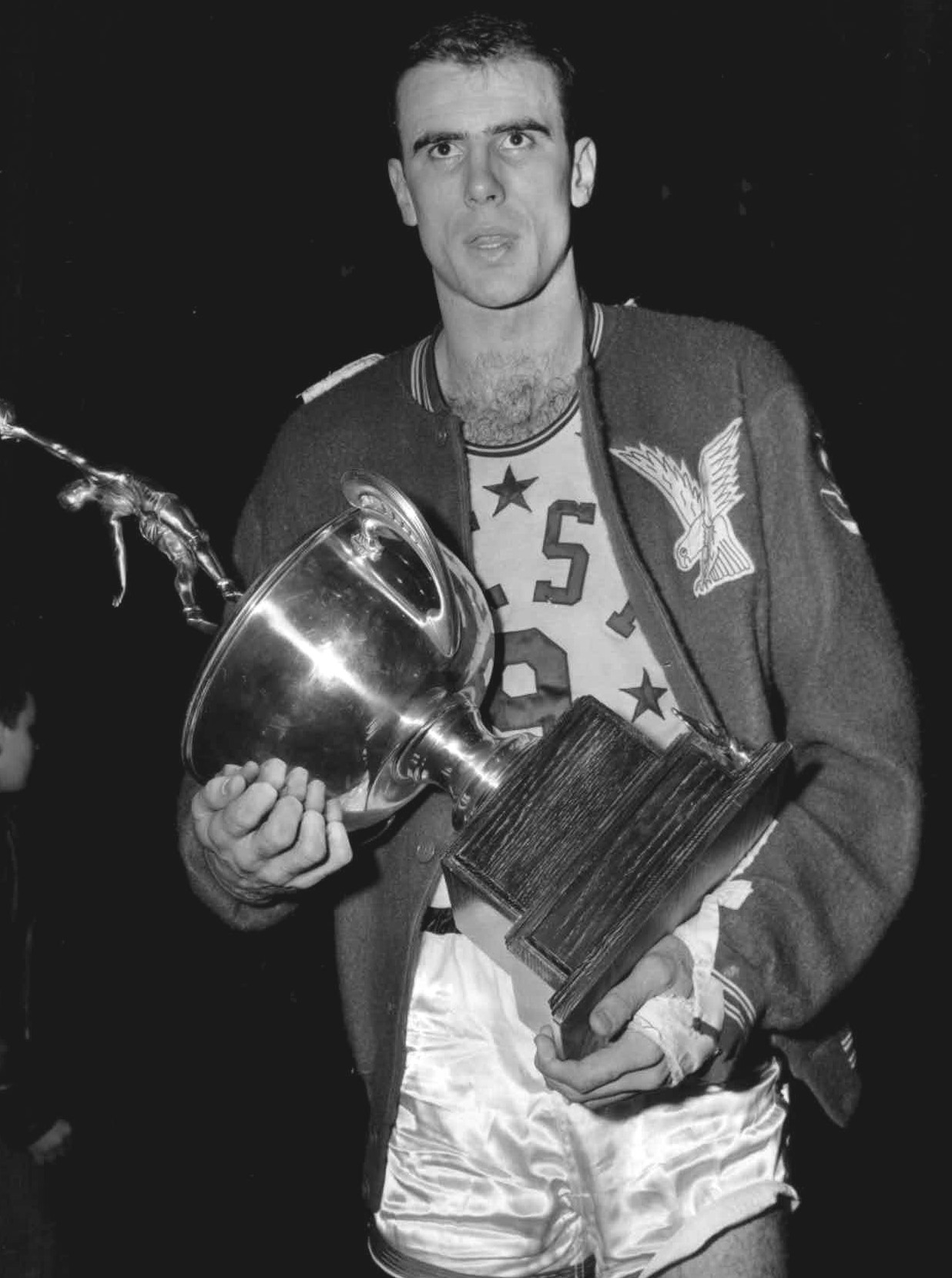
Bob Pettit recevant le trophée du NBA All-Star Game Most Valuable Player en 1958.

- NBA Most Valuable Player en 1956 et 1959.
- NBA Rookie of the Year (débutant de l'année) en 1955.
- 11 sélections au NBA All-Star Game de 1955 à 1965.
- NBA All-Star Game Most Valuable Player Award en 1956, 1958, 1959 et 1962.
- All-NBA First Team de 1955 à 1964.
- All-NBA Second Team en 1965.
- Meilleur marqueur NBA en 1956 (25,7) et 1959 (29,2).
- Sélectionné parmi les Meilleurs joueurs du cinquantenaire de la NBA en 1996.
- Élu au Naismith Memorial Hall of Fame en 1971.
- Son maillot, le no 9, a été retiré par les Hawks de Saint Louis.

## Pour approfondir
- Liste des meilleurs marqueurs en NBA en carrière.
- Liste des meilleurs marqueurs en NBA par saison.
- Liste des meilleurs tireurs de lancers francs en NBA en carrière.
- Liste des meilleurs rebondeurs en NBA en carrière.
- Liste des joueurs de NBA avec 50 points et plus sur un match de playoffs.